# Leia Sfez
 (août 2024).
L'article doit être relu — et modifié si nécessaire — par des contributeurs indépendants pour apporter un regard critique aux contributions effectuées en violation des conditions d'utilisation de Wikipédia, tant sur la forme (notamment concernant le style encyclopédique, la proportionnalité) que sur le fond (la neutralité de point de vue, la qualité et l'indépendance des sources).
Ne doit pas être confondu avec Leïla_Sfez.
Leia Sfez, née le 29 avril 1982 à Paris, petite fille de Wallis Franken, mannequin et muse de Claude Montana, est cofondatrice de The Oblist, plateforme dédiée à la décoration d'intérieur. Elle est également représentée par l'agence Next Model Management en tant que mannequin.

## Biographie
À la suite d'une rencontre avec une acheteuse de grands magasins au Koweït reconnue dans le milieu de la mode en 2008, Leia Sfez apprend les ficelles du métier et développe son sens artistique pour la photographie, la mode et les arts décoratifs

« Je l’ai suivie sur les Fashion Weeks et je me suis découvert une passion pour les détails, les coupes, les couleurs »

Elle créé en 2011 la marque de vêtements pour enfants Diapers and Milk qui s'est principalement fait connaître au début du lancement d'Instagram en France. Elle réussit à y développer sa notoriété auprès d'une audience parisienne et internationale.
À la suite de ce succès, Leia décide de se consacrer entièrement à la mode Femme sur Instagram. Aujourd’hui, Leia est directrice artistique tout en collaborant sur des projets digitaux avec des marques qu’elle affectionne du groupe LVMH, Kering ou encore de nouvelles marques « niches » sur le marché de la mode.
En 2023, elle lance une plateforme dédiée à la décoration d'intérieur “The Oblist” - contraction des termes "liste" et "objet" - proposant une curation de plus de 140 artistes émergents, designers contemporains et marques du monde entier, disponible dans 52 pays. 